# Иван Колев (борец)
Вижте пояснителната страница за други личности с името Иван Колев.
Иван Колев Иванов е български състезател по борба класически стил.

## Биография
Роден е на 17 април 1951 година в град Чирпан.
Започва да се занимава с класическа борба под ръководството на Динко Петров в Стара Загора. Многократен републикански юношески шампион. Сребърен медалист от първото световно юношеско първенство в Колорадо – САЩ, 1969 г. Същевременно е и балкански младежки шампион.
След завършване на средното си образование следва в Националната спортна академия „Васил Левски“ и тренира под ръководството на Димитър Добрев. Най-големите му успехи идват през 1973 г. – Носител на Златния пояс на „Никола Петров“, европейски шампион от първенството в Хелзинки и световен шампион от първенството в Техеран. Отбива военната си служба в спортната школа на ЦСКА. На следващата година (1974) отново грабва златото в категория 74 кг от Европейското първенство в Мадрид. Последният клуб, в който завършва спортната си кариера, е „Левски-Спартак" – категория 82 кг. През 1976 печели бронзов медал от първенството на стария континент, провело се в Ленинград. На летните олимпийски игри в Монреал през същата година печели бронзовото отличие.